# جوش سواريس
جوش سواريس هو لاعب هوكي الجليد كندي، ولد في 6 فبراير 1982 في هاميلتون في كندا.

## وصلات خارجية
- جوش سواريس على موقع دوري الهوكي الوطني (الإنجليزية)
- جوش سواريس على موقع EliteProspects.com (الإنجليزية)
- جوش سواريس على موقع HockeyDB.com (الإنجليزية)